# 14 محرم
- السبت
- الأحد
- الاثنين
- الثلاثاء
- الأربعاء
- الخميس
- الجمعة

- 306 يوليو 2024
- 17 يوليو 2024
- 28 يوليو 2024
- 39 يوليو 2024
- 410 يوليو 2024
- 511 يوليو 2024
- 612 يوليو 2024
- 713 يوليو 2024
- 814 يوليو 2024
- 915 يوليو 2024
- 1016 يوليو 2024
- 1117 يوليو 2024
- 1218 يوليو 2024
- 1319 يوليو 2024
- 1420 يوليو 2024
- 1521 يوليو 2024
- 1622 يوليو 2024
- 1723 يوليو 2024
- 1824 يوليو 2024
- 1925 يوليو 2024
- 2026 يوليو 2024
- 2127 يوليو 2024
- 2228 يوليو 2024
- 2329 يوليو 2024
- 2430 يوليو 2024
- 2531 يوليو 2024
- 261 أغسطس 2024
- 272 أغسطس 2024
- 283 أغسطس 2024
- 294 أغسطس 2024
- 15 أغسطس 2024
- 26 أغسطس 2024
- 37 أغسطس 2024
- 48 أغسطس 2024
- 59 أغسطس 2024

14 مُحرَّم أو 14 مُحرَّم الحرام أو يوم 14 \ 1 (اليوم الرابع عشر من الشهر الأوَّل) هو اليوم الرابع عشر من أيَّام السنة وفق التقويم الهجري القمري (العربي). يبقى بعده 340 أو 341 يومًا لانتهاء السنة.

## أحداث
- 318 هـ - الخليفة العزيز بالله الفاطمي يقضي على فتنة القرامطة وأفتكين في الشام ويوطد حكم الفاطميين في سورية التي أصبحت ولاية فاطمية حاضرتها دمشق.
- 567 هـ - عودة مصر إلى الخلافة العباسية، والخطبة للخلفاء العباسيين في مساجدها لأول مرة بعد موت الخليفة العاضد لدين الله آخر الخلفاء الفاطميين وكان ذلك بمجهودات صلاح الدين الأيوبي.
- 942 هـ - الملك الإسباني شارلكان يسيطر على ميناء حلق الوادي في تونس، بعد قيامه بحملة بحرية مكونة من 30 ألف جندي و500 سفينة على الأراضي التونسية.
- 1094 هـ - الدولة العثمانية توقع معاهدة قصر شيرين مع الدولة الصفوية، ويقع هذا القصر في الجنوب الشرقي من كركوك، وأنهت هذه المعاهدة الحرب التي استمرت بين الجانبين خمسة عشر عاماً، كما عيّنت الحدود بين الجانبين على أساس الوضع الراهن، وقد ظلت حدود معاهدة قصر شيرين معتبرة حتى الوقت الحاضر.
- 1189 هـ - وصول طلائع الجيش الفارسي بقيادة كريم خان زند لمحاصرة البصرة.
- 1246 هـ - احتلال فرنسا للجزائر بعد أن رفض الداي حسين الاعتذار لقنصل فرنسا عن صفعه بمروحة بعد أن أساء القنصل معاملة الداي.
- 1261 هـ - استسلام الأمير عبد القادر الجزائري لقوات الاحتلال الفرنسي.
- 1325 هـ - صدور مجلة الريحانة أول مجلة نسائية تصدرها امرأة مصرية وهي جميلة حافظ في القاهرة، وقد تحولت هذه المجلة إلى جريدة لاحقا.
- 1328 هـ - صدور جريدة المضحك التونسية التي تعد أول جريدة هزلية تونسية تنشر الصور الكاريكاتورية إلى جانب الشعر الملحون والنوادر الطريفة.
- 1329 هـ - تأسيس جريدة فلسطين في يافا لصاحبيها ومحرريها عيسى داود العيسى ويوسف العيسى، وهي جريدة سياسية إخبارية تصدر مرتين في الأسبوع.
- 1367 هـ - صدور قرار تقسيم فلسطين من مجلس الأمن الدولي.
- 1368 هـ - ضبط عدد من أعضاء النظام الخاص بجماعة الإخوان المسلمون في مصر أثناء قيامهم بنقل أوراق خاصة بالنظام وبعض الأسلحة والمتفجرات في سيارة جيب، فيما عرف بقضية السيارة الجيب.
- 1371 هـ - قيام بريطانيا باحتلال منطقة قناة السويس، بعد موافقة البرلمان المصري على قرار مصطفى النحاس باشا رئيس الوزراء بإلغاء معاهدة التحالف بين مصر وبريطانيا المعروفة بمعاهدة 1936، وكان قرار الإلغاء من جانب واحد بعد تزايد الضغوط الشعبية على الحكومة بضرورة إلغاء هذه المعاهدة التي لم تمنح مصر استقلالًا تامّاً.
- 1372 هـ - الملك عبد العزيز آل سعود يفتتح المقر الرئيسي لمؤسسة النقد العربي السعودي بمدينة جدة.
- 1376 هـ - قادة الثورة الجزائرية يعقدون مؤتمر الصومام في منطقة القبائل والذي اتخذ قرارا بإقامة المجلس الوطني للثورة الجزائرية.
- 1385 هـ – الصين تفجر قنبلتها النووية الثانية، المصنوعة على يد تشو قوانغ تشاو.
- 1391 هـ - قائد مجموعة «آل هار هاشم» جرشون سلمون يقوم بقيادة مجموعة من الطلاب اليهود المتعصبين بمحاولة تأدية الشعائر اليهودية في المسجد الأقصى، وأدت المحاولة إلى حدوث اضطرابات في القدس.
- 1394 هـ - مجموعة من المسلحين الفلسطينيين يحتلون السفارة اليابانية في الكويت ويحتجزون السفير وأربعة من الدبلوماسيين ومستشار نفطي ياباني و11 موظفًا.
- 1397 هـ – جبهة الصمود والتصدي التي تشكلت من سوريا والعراق والجزائر وليبيا ومنظمة التحرير الفلسطينية تجمد العلاقات الدبلوماسية مع مصر بسبب زيارة الرئيس أنور السادات لإسرائيل.
- 1400 هـ - قيام قوات الأمن السعودية باقتحام المسجد الحرام واستعادة السيطرة عليه بمساعدة فرقة قوات خاصة باكستانية وفريق استشاري فرنسي، وذلك بعد قيام جهيمان العتيبي وأتباعه بالسيطرة عليه لمدة أسبوعين فيما عرفت بحادثة الحرم المكي، وقد أسفرت حصيلة العمليات عن مقتل 255 شخصًا وإصابة ما يقارب 560 آخرين.
- 1423 هـ -
  - ولي عهد السعودية الأمير عبد الله بن عبد العزيز يعلن بالقمة العربية المنعقدة في بيروت عن مبادرة للسلام بين العرب والإسرائيليين تقضي باعتراف كل الدول العربية بإسرائيل شرط انسحابها من الأراضي المحتلة حتى حدود 4 يونيو 1967.
  - الولايات المتحدة تدرج كتائب شهداء الأقصى في «اللائحة الأمريكية للمنظمات الإرهابية».
- 1424 هـ - وزير الخارجية البريطاني روبن كوك يستقيل من منصبه وذلك بسبب رفضة الحرب على العراق.
- 1435 هـ - مصرع 50 شخصًا في تحطم طائرة من طراز "بوينغ" أثناء هبوطها في مطار قازان بتتارستان.
- 1440 هـ - الإعلان عن فوز مرشح المعارضة إبراهيم محمد صليح على رئيس جزر المالديف القائم عبد الله يمين في الانتخابات الرئاسية التي أجريت يوم 13 محرم 1440هـ.

## مواليد
- 1337 هـ - أسد الله موسوي ماكوئي، معلم وعالم اجتماع ومؤرخ إيراني.
- 1348 هـ - عبد الحليم حافظ، مطرب مصري.
- 1351 هـ - هانم محمد، ممثلة مصرية.
- 1367 هـ - إسماعيل عمر جيله، رئيس جيبوتي الثاني.
- 1375 هـ - صفوت الشوادفي، عالم وداعية إسلامي مصري.
- 1386 هـ - جهاد أزعور، اقتصادي وسياسي لبناني.
- 1389 هـ - فضل شاكر، مطرب لبناني.
- 1394 هـ - زينب العسكري، ممثلة بحرينية.
- 1398 هـ - عبد القادر هدهود، مغني وممثل كويتي.
- 1403 هـ -
  - علي النمش، لاعب كرة قدم كويتي.
  - ميس حمدان، ممثلة ومغنية أردنية.

## وفيات
- 513 هـ - أبو الحسن الدامغاني، فقيه ومحدث بغدادي.
- 1324 هـ - أبو القاسم اللاهوري، فقيه ومفسِّر شيعي هندي.
- 1348 هـ - محمد بن حسين الخليفة، فقيه ومدرس سعودي.
- 1374 هـ - محمد فريد النحاس، خطّاط مصري.
- 1391 هـ - كيرلس السادس، بابا الكنيسة القبطية الأرثوذكسية السادس عشر بعد المائة.
- 1397 هـ – تشارلي تشابلن، ممثل سينمائي ومسرحي، ومؤلف ومخرج إنجليزي.
- 1424 هـ - ثروت أباظة، روائي مصري.
- 1430 هـ - محمود أمين العالم، مفكر مصري.
- 1431 هـ -
  - عبد الرحمن وحيد، رئيس إندونيسيا الرابع.
  - عبد الأمير مطر، ممثل ومخرج ومسرحي كويتي
- 1433 هـ - عبد الحليم عويس، مؤرّخ ومفكّر إسلامي مصري.
- 1436 هـ - محمد رضي الشماسي، شاعر وأستاذ جامعي سعودي.

## وصلات خارجية
- موقع قصة الإسلام: حدث في شهر محرم.